# Osveta u krvi (1989.)
Osveta u krvi, američko-jugoslavenski akcijski film iz 1989. godine.

## Radnja
Djeca bivših američkih vojnika u Drugome svjetskom ratu pretražuju francusku rivijeru i jadransku obalu u nadi da će naći bivšeg zapovjednika njemačkog logora koji je odgovoran za smrt njihovih roditelja.

## Vanjske poveznice
- Trailer